# Čokotar
Čokotar (en serbe cyrillique : Чокотар) est un village de Serbie situé dans la municipalité de Brus, district de Rasina. Au recensement de 2011, il comptait 28 habitants.

## Démographie
| 1948 | 1953 | 1961 | 1971 | 1981 | 1991 | 2002 | 2011 |
| ---- | ---- | ---- | ---- | ---- | ---- | ---- | ---- |
| 74   | 79   | 82   | 79   | 64   | 45   | 33   | 28   |

|  |